# 1968 في المكسيك
فيما يلي قوائم الأحداث التي وقعت خلال عام 1968 في المكسيك.

## أحداث
- 12 أكتوبر – الألعاب الأولمبية الصيفية 1968

## كتب
من الكتب التي صدرت هذه السنة في المكسيك:
- 1 يناير – تعليم المقهورين من تأليف باولو فريري.

## مواليد

### فبراير
- 9 فبراير – أليخاندرا غوزمان

### مارس
- 18 مارس – ميغيل هيريرا لاعب كرة قدم مكسيكي.

### أبريل
- 18 أبريل – خورخي رودريغيز لاعب كرة قدم مكسيكي.
- 18 أبريل – ميلكور كوب كاسترو ملاكم مكسيكي.
- 19 أبريل – خوسيه كويرينو ملاكم مكسيكي.

### يوليو
- 9 يوليو – إدواردو سانتامارينا
- 27 يوليو – خورخي ساليناس[1]

### سبتمبر
- 19 سبتمبر – ليلى داونز[2]

### ديسمبر
- 17 ديسمبر – كلاوديو سواريز لاعب كرة قدم مكسيكي.[3]
- 21 ديسمبر – سيغيفريدو مركادو لاعب كرة قدم مكسيكي.[4]
- 22 ديسمبر – لويس هرنانديز لاعب كرة قدم مكسيكي.[5]

## وفيات

### أكتوبر
- 30 أكتوبر – رامون نوفارو (مواليد 1899) ممثل مكسيكي.[6]